# Джамп-блюз
Джамп-блюз (англ. Jump blues) — поджанр блюза, для которого характерны высокая скорость исполнения, малый состав исполнителей и наличие духовых инструментов. Он был очень популярен в 1940-х годах и стал предвестником таких течений, как ритм-н-блюз и рок-н-ролл. В 1990-х годах произошло возрождение интереса к джамп-блюзу в рамках такого явления, как свинг-ривайвл.

## История
Джамп-блюз развился из биг-бендов Лайонела Хэмптона и Лаки Миллиндера (англ.). Из этих групп начала 1940-х годов появились музыканты Луи Джордан, Jack McVea, Earl Bostic и Arnett Cobb. Блюз и джаз были частью одного музыкального мира, и многие музыканты исполняли в обоих жанрах. В 1942 году Лайонел Хэмптон записал песню «Flying Home», которую Billboard описал, как «прыгуна, бросающего вызов неподвижности (англ. it's a jumper that defies standing still)». Луи Джордан и Лайонел Хэмптон комбинировали популярный ритм буги-вуги с «шершавым» звучанием саксофона свинговой эры, как у музыкантов Coleman Hawkins и Ben Webster, и игривую, юмористическую лирику или устные отступления на афроамериканском английском.
Джамп-блюз стал особенно популярным в конце 1940-х и начале 1950-х годов в исполнении Луи Джордана, Биг Джо Тёрнера, Роя Брауна, Чарльза Брауна, Helen Humes, Ти-Боуна Уокера, Roy Milton, Billy Wright и Винони Харриса.
В 1980-х годах джамп-блюз возрождён Джо Джексоном и Брайаном Сетцером, а в настоящее время исполнителями джамп-блюза являются Roomful of Blues, Mitch Woods и современные свинг-группы Lavay Smith, Ross Bon & The Mighty Blue Kings и прочие.